# Thành Katsuren

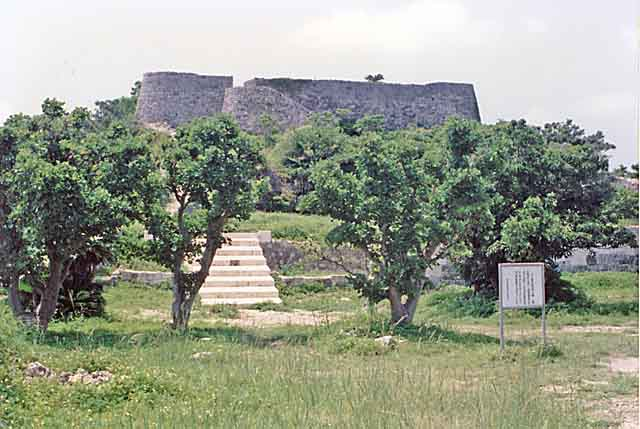
Thành Katsuren

Thành Katsuren (勝連城 (Thắng Liên thành) Katsuren Gusuku) là một gusuku (ngự thành) tại Katsuren, tỉnh Okinawa, Nhật Bản. Thái Bình Dương nằm ở hai bên thành và do vậy nó còn được gọi là "Gusuku Đại Dương". Thời kỳ hoàng kim của thành là vào giữa thế kỷ thứ 15, dưới quyền của Án tư Amawari. Mái ngói quý và đồ sứ Trung Hoa vào thời kỳ đó đã được khai quật tại Katsuren. Những hiện vật như vậy đã chứng tỏ vẻ nguy nga của công trình cổ và vai trò là một nơi trung chuyển thương mại của vương quốc.